# Прибережне (станція)
Прибережне (до 1952 року — Кара-Тобе, крим. Qara Töbe) — проміжна станція Кримської дирекції залізничних перевезень Придніпровської залізниці на електрифікованій лінії Острякове — Євпаторія-Курорт між станціями Саки та Євпаторія-Вантажна. Розташована неподалік села Прибережне Євпаторійського району Автономної Республіки Крим, на вузькому перешийку між Чорним морем та озером Сасик.

## Історія
Станція відкрита у 1929 році на одноколійній лінії Сарабуз — Євпаторія під назвою Кара-Тобе, від розташованого неподалік однойменного городища. Сучасна назва — з 1952 року.
У 1973 році станція електрифікована в складі дільниці Острякове — Євпаторія-Курорт. Пасажирський павільйон належить до того ж проміжку часу.

## Пасажирське сполучення
Станція має велике значення під час курортного сезону. Через станцію прямують приміські поїзди сполученням Севастополь / Сімферополь — Євпаторія.